# J/TPS-101
J/TPS-101是航空自衛隊所使用的一种雷达装置。为3次元雷达，由三菱電機製造。1981年起开始使用。

## 概要
在J/TPS-100之后，可以移動和再配置的雷达系统，与固定雷达站相连结，进行对空警戒。
除了空中線装置，还有送受信装置、通信装置、指揮管制装置等共同构成整个系统。